# 本庄領
本庄領（ほんじょうりょう）とは、武蔵国児玉郡大寄郷若泉庄に属した領域。武蔵国の北西部国境沿いに位置し、21の村々（のちに分村して24ヵ村）から成る。

## 歴史概要
本庄領は、古くは武蔵七党の一角を占める児玉党の氏族達が土着し、各村々を領有していた地域である。戦国時代、本庄実忠の代からすでに本庄領は20ヵ村から成り立っていたとされる。本庄村は元禄の頃になると、本庄町と称すようになり、その後に本庄宿（中山道で最大の宿場町）となった。多くの村々は元から児玉郡に属したものであるが、杉山村、新井村、都島村、山王堂村、沼和田村、仁手村などは、元は上野国那波郡に属した領域であり、寛永の頃（近世の初め）まで武蔵国の領土ではなかったが、洪水の影響から河川の流れが変わった事により、当国に属す事となったと伝えられる。本庄村も古文献などで上州と誤解されているものがあり、こうした国境沿いに位置した為の誤解である。

### 地理
北に利根川が流れ、武州（現埼玉県）西部では少ない台地上に当たる。その為、開発も進んだ（この事が結果として、後世でも古いものが残った児玉山麓の地域＝児玉郡南部との違いに繋がっている）。上仁手村に至っては、利根川の北に位置している為、歴史的・文化的流れは上州からの影響の方が強い。
南に鉢形領、八幡山領、安保領などがあり、いずれも児玉郡に属すもので、元々は児玉党の氏族達が領有していた地域である。

## 本庄信明時代の本庄領
戦国期前後の本庄氏の所領。戦国期になると、武功などで西本庄(栗崎)の地を賜るなど所領の変化が激しい。
北堀村、栗崎村、東富田村、五十子村、東本庄村(現在は北堀)、傍堂村などなど。

## 本庄藩時代の本庄領（1万石）
小笠原氏が治めていた21ヵ村。本庄藩は17世紀初めには廃藩となり、その後、旗本四家が数年間、分割領有した。
本庄村、八丁河原村、新井村、都島村、小島村、杉山村、山王堂村、沼和田村、田中村、仁手村（元・上・下）、五十子村（東・西）、東富田村など。

## 本庄領21ヵ村（本庄宿時代）
小笠原氏が治めていた時代までは21ヵ村であったが、後に分村した結果、24ヵ村となった。『新編武蔵風土記稿』においても24ヵ村としている（村の数については諸説ある）。
太字は元上州領域の村
本庄宿、（東）富田村、西富田村、北堀村、東五十子村、西五十子村、小茂田村、鵜森村、傍示堂村、元仁手村、上仁手村、下仁手村、久々宇村、田中村、沼和田村、山王堂村、都島村、小島村、下野堂村、杉山村、新井村。

## 備考
- 当然の事ながら、時代ごとに本庄領と定義される村々は異なる。根津美術館所蔵の文書で、「本庄内 生子（＝五十子、いらこ・いかっこ）」と言った文が出ている事から、鎌倉時代後期の時点で、五十子村は本庄領と認識されていた事が分かる。
- 一説に本庄実忠の時代では、北堀など数村を含めて本庄村と呼称していた。また、傍示堂という地名は国境を意味するのではないかと言う考えもある。
- 仁手村や山王堂村など、上州に位置した村々が本庄領内に入ったのは、確認される限り、小笠原信嶺（本庄藩祖）が本庄を領有した時（16世紀末）である。この時点では、まだ上州の村々であり、本庄藩が武蔵と上野の両国に領地を有していた事が分かる。
- 『児玉記考』では、本庄領を庄家長（児玉党本宗家5代目）から始まるものとしている。家長の子息が、栗崎村・北堀村などに居住している事から元は家長に与えられた領地だと分かるが、これを本庄領と定義するには疑問もある。なお、現在、庄氏惣領家の本貫地と考えられている栗崎村だが、近世（江戸期）では本庄領外である。

## 参考資料
- 『武蔵国児玉郡誌 沿革編』
- 『埼玉県本庄市宮本町自治会記念誌 みやもと』
- 『児玉記考』
- 『本庄歴史缶』
- 『本庄人物事典』
- 『本庄市史』
- 『児玉町史 中世資料編』